# دوري كرة القدم الأذربيجاني الدرجة الأولى 2007–08
دوري كرة القدم الأذربيجاني الدرجة الأولى 2007–08 هو موسم من دوري كرة القدم الأذربيجاني الدرجة الأولى ‏. أشرف على تنظيمه اتحاد أذربيجان لكرة القدم، وفاز فيه Bakılı PFK ‏.